# Camaricus hastifer
Camaricus hastifer är en spindelart som först beskrevs av Achille Rémy Percheron 1833.  Camaricus hastifer ingår i släktet Camaricus och familjen krabbspindlar. Inga underarter finns listade.